# 애기봉로
애기봉로(Aegibong-ro)는 경기도 김포시 월곶면 에서 김포시 하성면 하성교차로 를 잇는 도로이다.

## 주요 경유지
경기도
- 김포시 (월곶면 . 하성면)

## 노선
| 이름        | 접속 노선 | 소재지 | 소재지 | 비고 |
| ----------- | --------- | ------ | ------ | ---- |
| (이름없음)  | 군하로    | 김포시 | 월곶면 |      |
| 개곡교      |           | 김포시 | 월곶면 |      |
| 하성 교차로 | 하성로    | 김포시 | 하성면 |      |